# Bamford (Wielki Manchester)
Bamford – dzielnica miasta Rochdale, w Anglii, w hrabstwie Wielki Manchester, w dystrykcie Rochdale. Leży 3,5 km od centrum miasta Rochdale, 15 km od miasta Manchester i 274,4 km od Londynu. W 2011 roku dzielnica liczyła 9693 mieszkańców.